# إيل خانلار
إيل خانلار (بالإنجليزية: Ilkhanlar)‏ هي مستوطنة تقع في قسم اجارود الشرقي الريفي (مقاطعة غرمي) في إيران. يقدر عدد سكانها بـ 30 نسمة .